# Iodoformio
Lo iodoformio o triiodometano, secondo la nomenclatura sistematica IUPAC, è un composto chimico avente formula CHI3; è un alometano e in particolare un aloformio (trialogenometano), l'ultimo nella serie che comprende anche CHF3 (fluoroformio), CHCl3 (cloroformio) e CHBr3 (bromoformio), in cui l'atomo di carbonio è allo stato di ossidazione +2. La molecola ha forma tetraedrica distorta, simmetria C3v, con l'atomo di carbonio al centro, ibridato sp3, e gli altri ai quattro vertici. 
A differenza dei primi tre della serie che a temperatura ambiente sono in forma gassosa (CHF3) o liquida (CHCl3 e CHBr3), lo iodoformio si presenta come un solido cristallino esagonale giallo, untuoso al tatto, volatile, dall'odore dolciastro e penetrante caratteristico.

## Sintesi
Si ottiene tramite la reazione dell'aloformio tra iodio, una base forte come l'idrossido di sodio o l'idrossido di potassio e uno di questi composti: metil chetoni, acetaldeide, etanolo e alcuni alcoli secondari.

### Analisi chimica
In chimica analitica, per il suo aspetto e per il suo punto di fusione facilmente verificabile, è il risultato della reazione dell'aloformio condotta con iodio allo scopo di identificare i metilchetoni (composti chimici la cui struttura contiene il gruppo CH3-CO-R) e i metilalcoli (CH3-CHOH-R). Solo questi composti infatti producono un precipitato giallo di iodoformio per reazione con iodio in ambiente alcalino.

## Usi
Trova impiego come antisettico e disinfettante.